# المجمع التجاري القديم (حيفا)
المجمّع التجاري القديم في حيفا، تم إنشاؤه في مدينة حيفا السفلى في فلسطين عام 1927. وكان أول مجمع في حيفا كان مخصصًا منذ البداية للتجارة. كان المركز أول منطقة تمَّ التخطيط لها لغرض ووظيفة محددين في المدينة السفلى، حيث أدخل حيفا إلى العصر الحديث من حيث تخطيط المدينة. تم بناء المركز شمالًا بالقرب من ميدان الحمرا ويقع حاليا بين شارع الاستقلال وشارع نطنزون (طريق يافا في ذلك الوقت)، ويضم شوارع: ناحوم دوبرين، موشيه أهارون، ناتان (كايزرمان) و مجتمع سالنيسكي. فيما بعد أصبح شارع ناحوم دوبرين موطن "السوق التركي" الذي أغلق في بداية العقد الأول من القرن الحادي والعشرين. بعد بناء مركز تجاري آخر في المدينة السفلى، في منطقة شارع بانكيم، أضيفت الصفة "قديم" إلى اسم المركز. كان هذا المركز جزءًا من مركز الأعمال الرئيسي في حيفا خلال فترة الانتداب، والذي تضمن أيضًا طريق يافا وطريق الملك (طريق الاستقلال) والمركز التجاري الجديد.

## خلفية إنشاء المركز
في بداية القرن العشرين تركز النشاط التجاري للمدينة في منطقة السوق التي كانت تمتد من شرق ساحة الحمرا إلى منطقة مسجد الجرينة ومنه غربا، على امتداد شارع يافا وشارع النبي.
توسعت المنطقة المبنية في حيفا، ففي عام 1907 بدأت مبادرة لبناء حي "هرتسليا" في منطقة هدار الكرمل اليوم، كما وتضاعف عدد سكان حيفا في عشرينات القرن العشرين من حوالي 25 ألف نسمة حسب إحصاء عام 1922 إلى حوالي 50 ألف نسمة حسب تعداد عام 1931. كانت العلاقات بين اليهود والعرب جيدة حتى أحداث ثورة البراق عام 1929.
وفي العقد الثاني من القرن العشرين، بدأت المبادرات في هذه المنطقة لإنشاء حي "تكنيكوم" بالقرب من التخنيون وحي "ماتشالا". تم التخطيط لهذه الأحياء ك"مدينة الحدائق" للأغراض السكنية فقط، دون أي مراكز تجارية. تنتشر معظم المناطق المبنية في المدينة في المنطقة المسطحة عند سفح الكرمل، من المستعمرة الألمانية غربا إلى محطة قطار حيفا، ومن الجنوب أحياء وادي النسناس ووادي صليب و"معاليه هبرج" أعلى المنحدر الجبلي الذي يقع عليه حي هدار الكرمل اليوم. في عشرينات القرن العشرين كانت فترة ازدياد بالنشاط الاقتصادي،  الأمر الذي انعكس في تشييد مبانٍ جديدة وإنشاء صناعات جديدة